# Impuls Dilidschan
Impuls Dilidschan (armenisch Իմպուլս Ֆուտբոլային Ակումբ Դիլիջան) war eine armenische Fußball-Mannschaft aus Dilidschan, die 1985 gegründet und 2013 wieder aufgelöst wurde.
In der Saison 2009 gelang der Aufstieg in die erstklassige Bardsragujn chumb. Der größte Erfolg in der Vereinsgeschichte war das Erreichen des Pokalfinales 2012. Dort unterlag man jedoch FC Schirak Gjumri mit 0:1. Nach der Saison 2012/13 stieg Dilidschan in die zweitklassige Aradżin chumb ab, obwohl in der Meisterschaft der 5. Platz belegt wurde. Jedoch löste sich der Verein am 26. Juni 2013 freiwillig auf, wodurch der FC Banants Jerewan als Tabellenletzter noch die Klasse hielt.

## Erfolge
- Meister der Zweiten Liga (Aufstieg): 2009
- Armenischer Pokalfinalist: 2012